# Gara Fetești
Gara Fetești este o stație de cale ferată din municipiul Fetești, România.